# Чёрные лебеди (фильм, 2005)
«Чёрные лебеди» (нидерл. Zwarte zwanen) — голландский драматический фильм режиссёра Колетт Ботхоф. В главных ролях Кэрис ван Хаутен и Драган Бакема.

## Сюжет
Два влюблённых человека, Марлин и Винс, втянуты в любовную интригу. Они поглощены свирепостью их чувств и буквально тонут в них.

## В ролях
| Актёр            | Роль   |
| ---------------- | ------ |
| Кэрис ван Хаутен | Марлин |
| Драган Бакема    | Винс   |
| Мохаммед Чаара   | Мо     |
| Тамара Лоув      | Тереза |
| Мерседес Лотеро  | Мария  |

## Производство
Съёмки проходили в Альмерии (Испания) в 2003 году. Из-за финансовых проблем фильм смогли выпустить только в 2005 году.